# Campeonato Europeo de Judo de 1981
El XXIX Campeonato Europeo de Judo se celebró en dos sedes distintas: el campeonato masculino en Debrecen (Hungría) entre el 15 y el 17 de mayo y el femenino en Madrid (España) entre el 27 y el 29 de marzo de 1981 bajo la organización de la Unión Europea de Judo (EJU).

## Medallistas

### Masculino
| Evento            | Oro                           | Plata                         | Bronce                                                    |
| ----------------- | ----------------------------- | ----------------------------- | --------------------------------------------------------- |
| –60 kg            | Andrzej Dziemianiuk · Polonia | Arpad Szabo Rumania           | Eric Maurel Francia Pavel Petříkov Checoslovaquia         |
| –65 kg            | Constantin Niculae Rumania    | Thierry Rey Francia           | Josef Reiter · Austria · Sergio Cardell · España          |
| –71 kg            | Karl-Heinz Lehmann RDA        | Sándor Nagysolymosi · Hungría | Iliyan Nedkov Bulgaria Simion Toplicean Rumania           |
| –78 kg            | Gueorgui Petrov Bulgaria      | Roman Novotný Checoslovaquia  | Andrzej Sądej · Polonia · Shota Jabareli · URSS           |
| –86 kg            | David Bodaveli URSS           | Bernard Tchoullouyan Francia  | Wolfgang Frank · RFA · János Gyáni · Hungría              |
| –95 kg            | Roger Vachon Francia          | Tenguiz Jubuluri URSS         | Ulf Rettig · RDA · Robert Van de Walle · Bélgica          |
| +95 kg            | Grigori Verichev URSS         | Dimitar Zaprianov Bulgaria    | Alexander von der Groeben RFA Laurent Del Colombo Francia |
| Categoría abierta | Wojciech Reszko · Polonia     | Willy Wilhelm · Países Bajos  | Arthur Schnabel · RFA · András Ozsvár · Hungría           |

### Femenino
| Evento            | Oro                         | Plata                      | Bronce                                                           |
| ----------------- | --------------------------- | -------------------------- | ---------------------------------------------------------------- |
| –48 kg            | Birgit Friedrich RFA        | Anna De Novellis · Italia  | Karen Briggs Reino Unido Veronika Nagy Yugoslavia                |
| –52 kg            | Edith Hrovat · Austria      | Loretta Doyle Reino Unido  | Erika van Weyen · Países Bajos · Sacramento Moyano · España      |
| –56 kg            | Gerda Winklbauer · Austria  | Andrea Hilger-Solbach RFA  | Laura Zimbaro · Italia · Liesbeth Beeks · Países Bajos           |
| –61 kg            | Ann Hughes Reino Unido      | Laura Di Toma · Italia     | Martine Rottier Francia Ingrid Berg RFA                          |
| –66 kg            | Marie-France Mill · Bélgica | Alexandra Schreiber RFA    | Edith Simon · Austria · Agneta Andersson · Suecia                |
| –72 kg            | Jocelyne Triadou Francia    | Barbara Claßen RFA         | Ingrid Berghmans · Bélgica · Karin Posch · Austria               |
| +72 kg            | Margherita De Cal · Italia  | Christiane Kieburg RFA     | Marjolein van Unen · Países Bajos · Véronique Vigneron · Francia |
| Categoría abierta | Barbara Claßen RFA          | Ingrid Berghmans · Bélgica | Marjolein van Unen · Países Bajos · Maria Teresa Motta · Italia  |

## Medallero
| Núm. | País           | Oro | Plata | Bronce | Total |
| ---- | -------------- | --- | ----- | ------ | ----- |
| 1    | RFA            | 2   | 4     | 4      | 10    |
| 2    | Francia        | 2   | 2     | 4      | 8     |
| 3    | URSS           | 2   | 1     | 1      | 4     |
| 4    | Austria        | 2   | 0     | 3      | 5     |
| 5    | Polonia        | 2   | 0     | 1      | 3     |
| 6    | Italia         | 1   | 2     | 2      | 5     |
| 7    | Bélgica        | 1   | 1     | 2      | 4     |
| 8    | Bulgaria       | 1   | 1     | 1      | 3     |
| 8    | Reino Unido    | 1   | 1     | 1      | 3     |
| 8    | Rumania        | 1   | 1     | 1      | 3     |
| 11   | RDA            | 1   | 0     | 1      | 2     |
| 12   | Países Bajos   | 0   | 1     | 4      | 5     |
| 13   | Hungría        | 0   | 1     | 2      | 3     |
| 14   | Checoslovaquia | 0   | 1     | 1      | 2     |
| 15   | España         | 0   | 0     | 2      | 2     |
| 16   | Suecia         | 0   | 0     | 1      | 1     |
| 16   | Yugoslavia     | 0   | 0     | 1      | 1     |
|      | TOTAL          | 16  | 16    | 32     | 64    |